# The Love Gambler
Pour plus de détails, voir Fiche technique et Distribution.
The Love Gambler est un film américain réalisé par Joseph Franz, sorti en 1922.

## Fiche technique
- Titre : The Love Gambler
- Réalisation : Joseph Franz
- Scénario : Jules Furthman, George Hubbard et Lillian Bennett-Thompson
- Photographie : Joseph H. August
- Pays de production : États-Unis
- Format : Noir et blanc - 1,33:1 - Film muet
- Genre : western
- Durée : 50 minutes
- Date de sortie : 1922

## Distribution
- John Gilbert : Dick Manners
- Carmel Myers : Jean McClelland
- Bruce Gordon : Joe McClelland
- C. E. Anderson : Curt Evans
- W. E. Lawrence : Tom Gould
- James Gordon : Colonel Angus McClelland